# 埃奇沃特特里雷斯 (伊利諾伊州)
埃奇沃特（英語：Edgewater）是位於美國伊利諾伊州皮奧里亞縣的一個非建制地區。該地的面積和人口皆未知。

## 地理
埃奇沃特的座標為40°41′20″N 89°49′58″W / 40.68889°N 89.83278°W，而該地的平均海拔高度為180米（即591英尺）。